# Gare de Lons-le-Saunier
La gare de Lons-le-Saunier  est une gare ferroviaire française située sur le territoire de la commune de Lons-le-Saunier, préfecture du département du Jura, en région Bourgogne-Franche-Comté.
Mise en service en 1862, c'est une gare de la Société nationale des chemins de fer français (SNCF), desservie par des trains régionaux du réseau TER Bourgogne-Franche-Comté.

## Situation ferroviaire
Gare de bifurcation, elle est située au point kilométrique (PK) 441,683 de la ligne de Mouchard à Bourg-en-Bresse, au PK 407,3 de la ligne de Chaugey à Lons-le-Saunier partiellement déclassée, au PK 65,5 de la ligne de Saint-Germain-du-Plain à Lons-le-Saunier déclassée et, enfin, au PK 44,3 de la ligne de Champagnole à Lons-le-Saunier également déclassée. Son altitude est de 267 mètres.

## Histoire
Cette gare a été ouverte le 15 novembre 1862 par la Compagnie des chemins de fer de Paris à Lyon et à la Méditerranée (PLM), lors de la mise en service de la section de Mouchard à Lons-le-Saunier. La section de Lons-le-Saunier à Saint-Amour a été ouverte le 1er août 1864.
La ligne en provenance de Chalon-sur-Saône a été mise en service le 30 avril 1871, celle venant de Champagnole en avril 1891, et celle venant de Saint-Jean-de-Losne en 1905.
En 1995, une rame TGV (le TGV Sud-Est no 89) est venue en gare, afin d'être baptisée du nom de la ville, dans le cadre de l'inauguration de l'électrification de la ligne. Cette dernière a permis d'évincer les turbotrains de la liaison Strasbourg – Lyon, dès lors remplacés par des trains Corail.

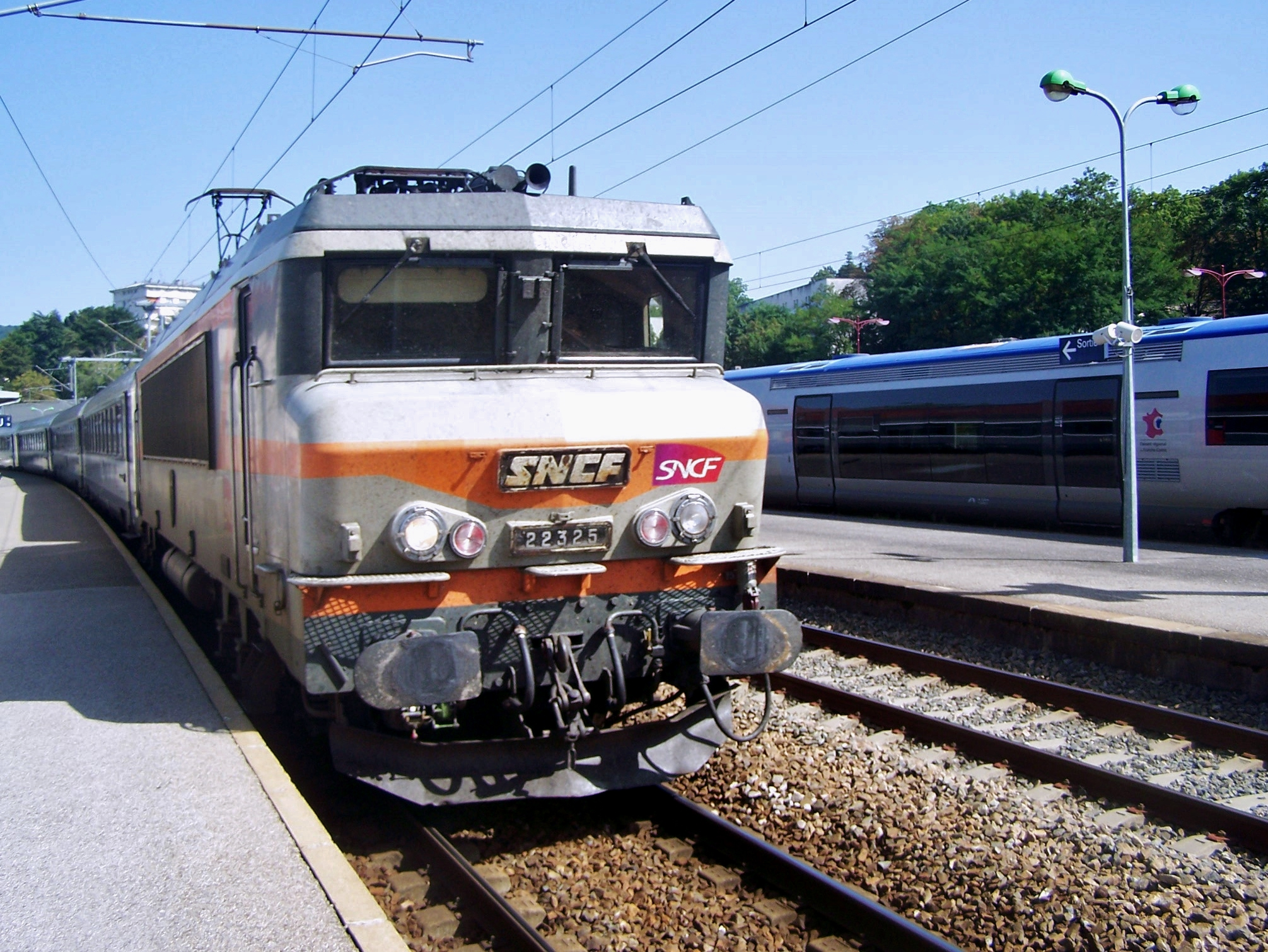
Arrivée en gare d'un train Corail Strasbourg – Lyon, en 2007.

Le train Corail diurne reliant Strasbourg à Nice via Lons-le-Saunier, Lyon et Marseille, appelé Le Rouget de Lisle, est supprimé le 9 juin 2001,. Le lendemain, l'EuroCity Albert Schweitzer nouvellement créé permet de continuer à rallier Strasbourg (et, depuis sa première circulation, l'Allemagne), mais empêche de rejoindre Lyon (la gare étant traversée sans arrêt dans ce sens). Depuis le 12 décembre 2004, il est à son tour remplacé par un TGV reliant Strasbourg à Marseille, (qui, en outre, se substitue également au Corail Strasbourg – Lyon, depuis sa disparition en décembre 2011 lors de la mise en service de la LGV Rhin-Rhône). Cependant, ce TGV est supprimé lors de l'application du service annuel 2019 (en raison d'importants travaux réalisés en gare de Lyon-Part-Dieu), privant de fait Lons-le-Saunier de toute desserte de grandes lignes ; finalement, il n'est pas restauré par la suite.
En 2021, la région Bourgogne-Franche-Comté finance des travaux afin d'améliorer l'accessibilité de la gare. Le chantier permet ainsi d'ajouter des ascenseurs, de rehausser les quais et de prolonger le passage souterrain jusqu'au parvis. Ce dernier est rénové la même année.

## Service des voyageurs

### Accueil
La gare dispose d'un bâtiment voyageurs (équipé d'automates pour l'achat de billets et de guichets), ouvert tous les jours y compris les fériés.
Elle dispose également d'un parc à vélos et d'un parking, d'un Photomaton, d'une cabine téléphonique et d'un kiosque presse.

### Desserte

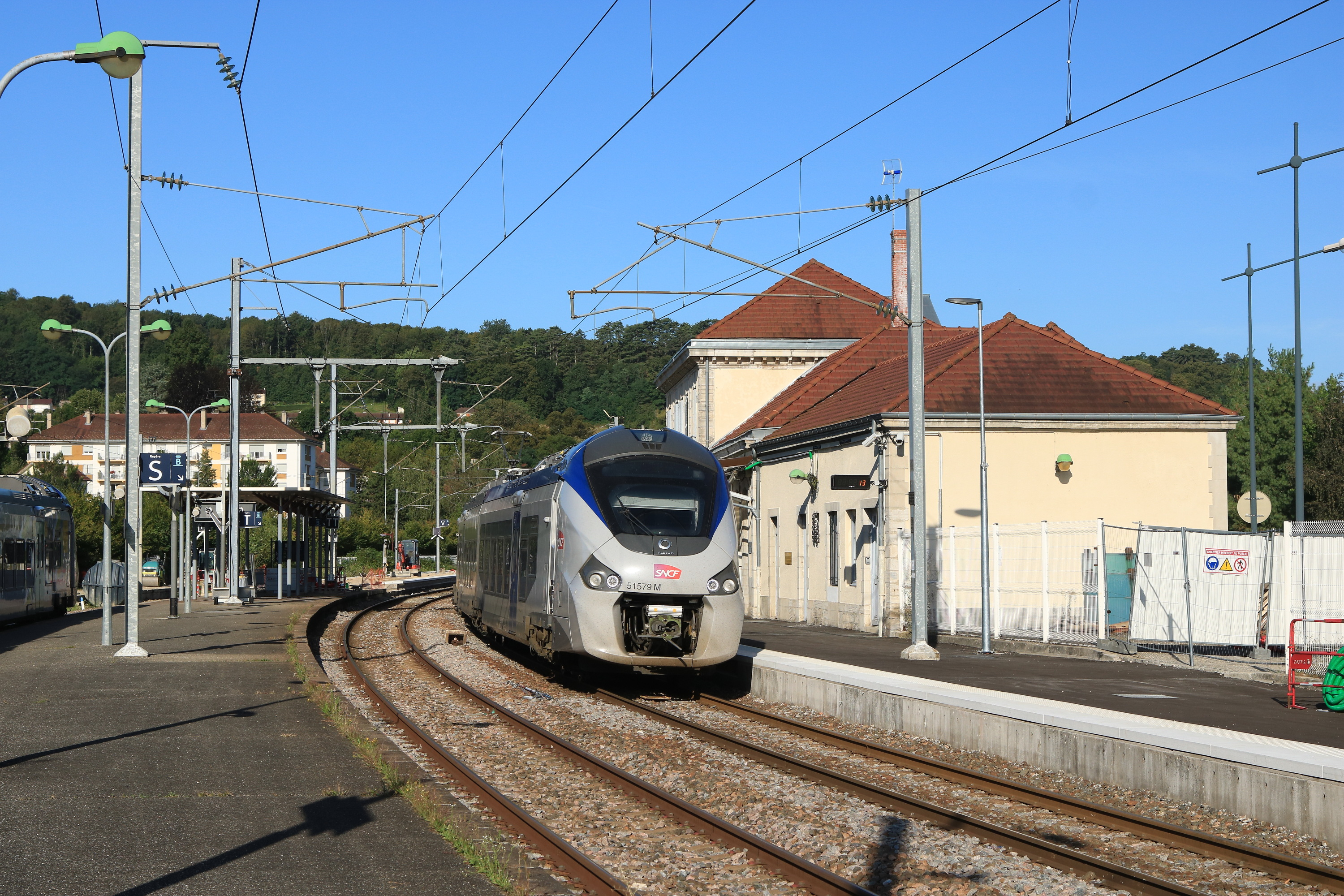
TER Lyon-Belfort en gare.

La gare est desservie par des trains TER Bourgogne-Franche-Comté, sur la relation Belfort – Besançon-Viotte – Lons-le-Saunier – Bourg-en-Bresse – Lyon-Perrache.

### Intermodalité
Elle est également desservie par :
- des autocars TER de la relation Lons-le-Saunier – Dole-Ville[14] ;
- le réseau de transports urbains de Lons-le-Saunier, Tallis[14] ;
- les autocars Mobigo, reliant Lons-le-Saunier aux autres villes du Jura (Dole, Champagnole, Saint-Claude), mais aussi à Bourg-en-Bresse.

## Service des marchandises
Cette gare est ouverte au service du fret (train massif et desserte d'installations terminales embranchées).